# 海街diary (映画)

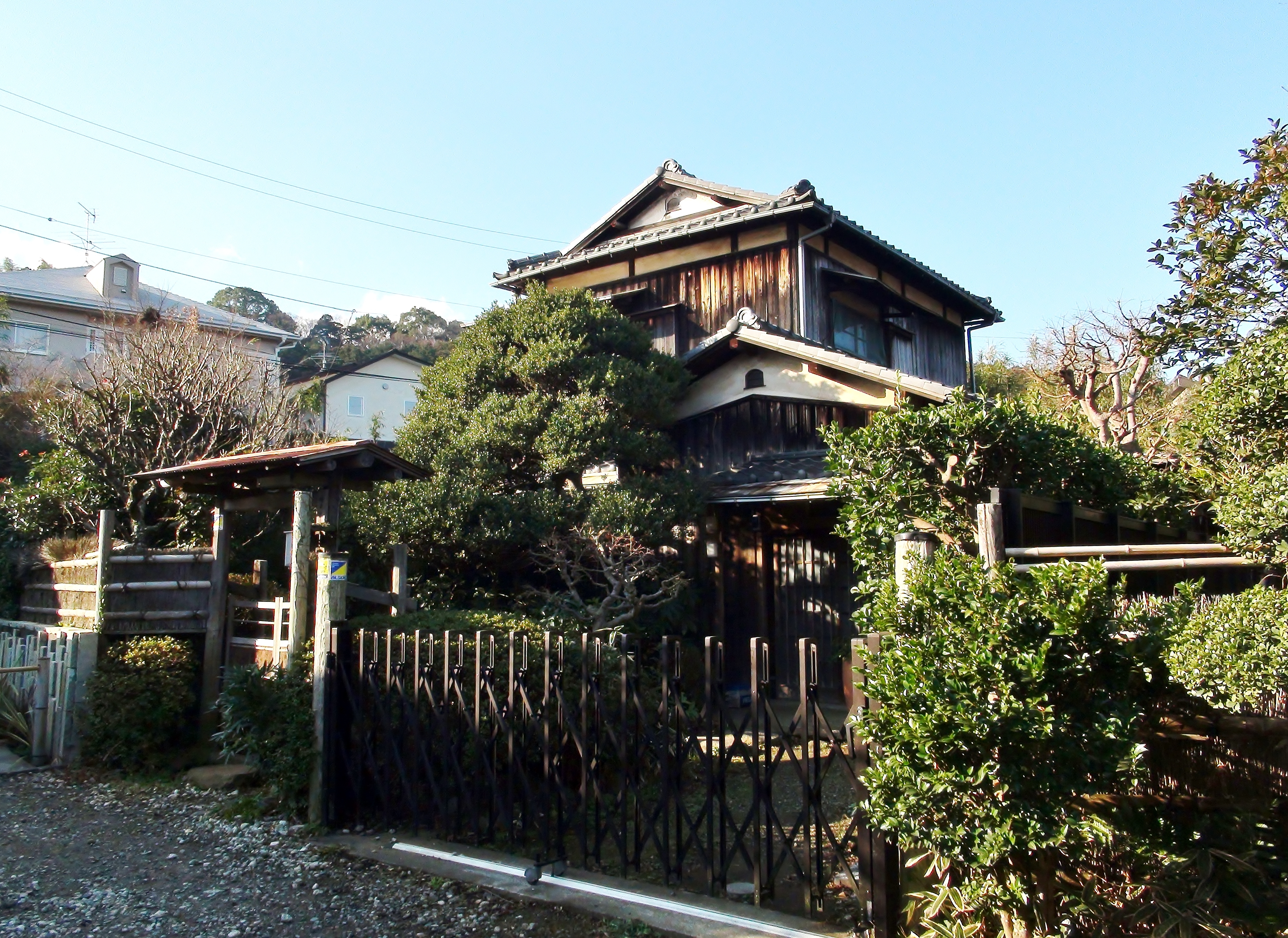
撮影が行われた鎌倉市某所の日本家屋。2016年1月24日撮影。

『海街diary』（うみまちダイアリー）は、吉田秋生による日本の漫画『海街diary』を原作とした日本の実写映画。監督・脚本は是枝裕和。物語の中心となる“四姉妹”を綾瀬はるか、長澤まさみ、夏帆、広瀬すずが演じた。第68回カンヌ国際映画祭コンペティション部門出品作品および第39回日本アカデミー賞最優秀作品賞受賞作品。
漫画を読んだ是枝が映画を希望し、2013年夏より脚本の執筆を開始。映画化は2014年5月27日に発表された。撮影は2014年4月から12月にかけて行われた。

## あらすじ
15年前に家を出た実父が闘病の末に亡くなった。その父が再々婚しており、遠く山形に暮らしていたことを香田家の三姉妹は知る。自分たちを捨てた父親との確執から、長女の幸は仕事を理由に次女の佳乃と三女の千佳を告別式に送り出す。面倒くさがりながらも山形に向かった二人を出迎えたのは中学生になる腹違いの妹すずだった。式の最中に泣きじゃくる義母を支え、義弟の世話もしていたすずは、式の終わりに義母と叔父から参列者への挨拶を頼まれるが、来ないはずだった幸が現れ、これは大人の仕事だと止める。看護師である幸は、すずの置かれた肩身の狭い境遇と、家族の中で唯一彼女だけが熱心に父の看病をしていたことを感じ取る。幸はすずに父との思い出の場所に案内して欲しいと頼むと、彼女は小高い山の上に三人を案内した。佳乃たちはそこが鎌倉の風景によく似ていると話す。すずとの別れに際し、幸は鎌倉で一緒に暮らさないかと持ちかけると、すずは行きますと即答した。
こうしてすずを迎えた香田家は四姉妹となった。サッカー好きで明るい性格のすずは鎌倉の生活にもすぐに溶け込み、チームでコンビを組む風太と親しくなり、三姉妹を温かく見守ってきた『海猫食堂』のおかみさんさち子や、食堂の常連である仙一にも気に入られる。
葬儀への参列を頑なに拒んでいた幸を諭したのは交際中の小児科医椎名だった。椎名は心の病を抱える妻との離婚に踏み切れずに幸との関係も続けていた。幸は大叔母の史代からすずを引き取ったことについて、あの子はあんたたちの妹だけど、あんたたちの家庭を壊した女の子供なんだよと心配される。
ある日、市民病院で働く幸には新設される終末期病棟への転属の話が持ち上がっていた。「看取る」ことの難しさは椎名に言われるまでもなく幸も感じていた。
酒と男が生き甲斐という佳乃は、金を貢いでいた若い恋人に捨てられる。それを機に、信用金庫の窓口嬢だった佳乃は融資担当で外回りの仕事への配属変えを受け入れる。佳乃はさち子が弟から遺産相続分を請求され、海猫食堂が存続の危機に陥っていることを知ってしまう。佳乃は上司の坂下と共に店の存続のために奔走する。だが、さち子にはもう一つ深刻な問題が持ち上がっているのだった。
千佳は勤め先の店長と交際していた。彼の趣味に合わせ、すずたちの居るサッカーチームのサポーターとなり、渓流釣りにも興味を示す。だが、元は山男だった店長はエベレストで遭難し、凍傷で足の指を6本失いながらも山への未練を捨てきれずにいた。
サッカーチームの勝利を祝すため千佳はすずに梅ジュースを飲ませるが、それは佳乃が自分用に作った梅酒だった。酔っぱらったすずは義母や父に溜まっていた鬱憤をぶちまける。姉妹たちは非の打ち所のないすずに深い悩みがあることを知る反面、酒乱の癖が佳乃に似ていることに苦笑する。
新学期になりすずはクラス替えで風太と同じクラスになる。同級生たちから二人は付き合っていると噂を立てられていたが、即座に否定する。チームメイトたちと『山猫亭』を訪れたすずは、仙一が父の古い馴染みであることを知る。亡父を思いだしセンチメンタルになるすずを風太は自転車に乗せ、満開の桜並木が作り出すアーチを走る。
そんなとき、北海道で暮らす幸たちの実母・都が法事にやってくる。身勝手で子供じみた母にかねてから反発していた幸。すずは都から何を言われるのかと心中穏やかではない。都はすずと衝突することはなかったものの、突然家を処分しろと言いだす。都と幸は大喧嘩になり、史代から叱責される。だが、佳乃はいずれ皆この家から巣立つとクールに語る。明るいすずも、不倫の子であることで、姉たちには内心引け目を感じていた。幸と料理をしていたすずは、不倫は良くないねと話すが、幸は言葉に詰まってしまう。彼女が不倫の恋をしていることは誰も知らなかった。
翌日、夜勤で日中家に居た幸を都が訪ねてくる。都は渡しそびれたと姉妹たちへのお土産を置いていく。お土産は、すずの分も用意されていた。雨の中、都と祖母の墓参りに行った幸は、都が母親との根深い確執に悩み、家は彼女を縛り付ける窮屈なものだったが、幸たちにとっては大切な場所だと思い知らされたと謝罪される。母親の本音を聞いた幸は、北海道に帰る彼女に、家族の思い出の品である梅酒を手渡すのだった。
移り変わる季節を通して四姉妹は絆を深めていく。他人行儀だったすずも、次第に幸たちをお姉ちゃんと呼ぶようになっていた。
季節は夏を迎え、花火大会が近付いていた。幸はすずのために自分の浴衣を仕立て直す。浴衣を着たすずは風太らサッカーチームのメンバーと洋上で花火見物をする。その帰り、すずは風太に「ここに居ていいんだろうか」「自分の存在が人を常に不幸にしている」と、姉たちにも言えない悩みを打ち明ける。自宅に戻ったすずを浴衣を着た姉たちが待っていた。四姉妹は庭で手持ち花火に興じる。
千佳とすずは一緒に作ったちくわ入りのカレーを食べる。香田家のカレーは都が幸に唯一伝えた料理である「シーフードカレー」だったが、それをあまり覚えていない千佳にとって家のカレーといえば、姉たちには不評な「ちくわカレー」であり祖母との思い出の味だった。千佳たちの祖母を知らないすず、父をほとんど覚えていない千佳。千佳はお父さんのこと教えてねとすずに話す。
佳乃と坂下の奔走により、融資により店が続けられることをさち子に伝える。だが、さち子は余命が限られており、店を畳み、終末期病棟に入ることを決めていた。幼少期から面倒を見てくれたさち子を救うことはできないのかと酷く落ち込む佳乃だったが、坂下はさち子のために遺言書を作成することは出来ると話す。人の人生と真剣に向き合い、頼りがいのある坂下に佳乃は惹かれていく。
椎名は研究のため渡米する決意を固め、幸に一緒に来て欲しいと告げる。人生の岐路に立たされた幸は思い悩む。すずは以前に自分が言った一言が幸を傷つけてしまっていたと動揺する。大人の事情で子供時代を奪われたすずを思い、幸は妹たちとの生活を選んで椎名に別れを告げる。椎名は幸もまた大人の事情で子供時代を奪われたのだから、ゆっくり取り戻せばいい、と幸との渡米を断念する。
幸とすずは二人で山に登る。そこはかつて父が幸を連れてきた場所で、父が家族を捨ててからは一人で来る場所だった。その風景はすずが姉たちを案内した山形の風景にそっくりだった。幸は「おとうさんのバカ」すずは「おかあさんのバカ」と叫んだあと、幸はすずに、ここに居ていいんだよと告げる。
幸は看護師としてさち子の最期を看取った。葬儀で大泣きする佳乃。さち子の遺影は、仙一が誘った最後のデートのものだった。さち子との想い出をひとしきり語った仙一は、帰り際に姉妹の中からすずを呼び止め、お姉ちゃんたちには内緒でお父さんのこと聞きにおいで、と告げる。浜辺を散策する四姉妹は人生の最後について語り合う。無邪気に波と戯れるすずを見ながら、お父さんはダメな人だったけれど、いい人だったんだね。こんな妹を残してくれたんだから。と幸は語る。こうして、四姉妹は鎌倉の古い家を離れることなく、また新たに日々を重ねて行くのだった。

## キャスト
- 香田幸（三姉妹の長女） - 綾瀬はるか
- 香田佳乃（三姉妹の次女） - 長澤まさみ
- 香田千佳（三姉妹の三女） - 夏帆
- 浅野すず（三姉妹の異母妹） - 広瀬すず
- 佐々木都（三姉妹の母） - 大竹しのぶ
- 椎名和也（医師、幸の恋人） - 堤真一
- 二ノ宮さち子（海猫食堂の店主） - 風吹ジュン
- 福田仙一（山猫亭の店主） - リリー・フランキー
- 菊池史代（大船の大叔母） - 樹木希林
- 坂下美海（佳乃の上司） - 加瀬亮
- 井上泰之（湘南オクトパスの監督） - 鈴木亮平
- 浜田三蔵（千佳の恋人） - 池田貴史
- 藤井朋章（佳乃の恋人） - 坂口健太郎
- 尾崎風太（湘南オクトパスの選手） - 前田旺志郎
- 高野日出子（看護師長） - キムラ緑子
- 浅野陽子（すずの義母） - 中村優子
- 飯田敏男（陽子の叔父） - 清水一彰
- 看護師 - 野村麻純
- 緒方将志（湘南オクトパスの選手） - 関ファイト
- 金子美帆（湘南オクトパスの選手） - 三上紗弥
- 緒方ミドリ（海猫食堂の店員） - 原扶貴子
- 得納好美（佳乃の先輩） - きむらゆき
- 山根志乃（看護師） - 安宅陽子
- 紺野（零細工場の社長） - 小倉一郎
- 他：平田薫、野中隆光、斉藤加奈子、工藤時子、長尾卓磨、柾賢志

## スタッフ
- 原作 - 吉田秋生『海街diary』（小学館フラワーコミックスα刊）
- 監督・脚本・編集 - 是枝裕和
- 撮影 - 瀧本幹也
- 照明 - 藤井稔恭
- 録音 - 弦巻裕
- 美術 - 三ツ松けいこ
- 装飾 - 松尾文子
- 音楽 - 菅野よう子
- 音響効果 - 岡瀬晶彦
- 助監督 - 兼重淳、遠藤薫、森本晶一
- 制作担当 - 熊谷悠
- ノベライズ - 高瀬ゆのか（小学館文庫）
- ロケ協力 - 大磯町、江ノ島電鉄、わたらせ渓谷鐵道、仙南地域広域行政事務組合、花巻市、白石市、丸森町、七ヶ宿町、日光市、湘南藤沢フィルムコミッション、みやぎ・しろいしフィルムコミッション、せんだい・宮城フィルムコミッション、フィルムコミッション富士、駿河湾沼津FC「ハリプロ映像協会」、栃木県フィルムコミッション　ほか
- 取材協力 - 東京逓信病院
- ラボ - 東映ラボ・テック
- スタジオ - 東宝スタジオ
- 製作者 - 石原隆、都築伸一郎、市川南、依田巽
- プロデューサー - 松崎薫、田口聖
- エグゼクティブプロデューサー - 小川泰、大村信、上田太地、小竹里美
- 制作プロダクション：FILM LLP
- 製作 - 「海街diary」製作委員会（フジテレビジョン、小学館、東宝、ギャガ）
- 配給 - 東宝、ギャガ

## 公開

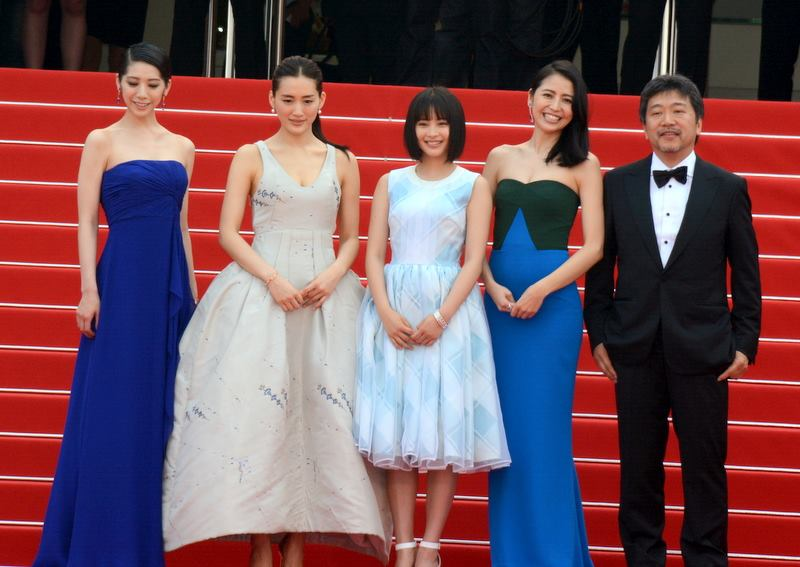
是枝と主演女優たち、第68回カンヌ国際映画祭のレッドカーペットにて

2015年5月13日、第68回カンヌ国際映画祭が開幕。『海街diary』（仏語タイトル：Notre petite sœur）は5月14日に上映された。是枝と主演の4人が出席した。賞の受賞はならなかったが、上映後には歓声が起こり、是枝らが退出するまでスタンディングオベーションが送られた。
同年6月13日、全国323館にて封切られた。オープニングの週末2日間で観客動員は18万1642人・興行収入は2億2911万7100円を記録し、観客動員ランキングでは2位にランクインした。

## 受賞
- 第63回サン・セバスチャン国際映画祭（2015年）[10]
  - 観客賞
- 第39回山路ふみ子映画賞（2015年）[11]
  - 新人女優賞（広瀬すず）
- 第7回TAMA映画賞（2015年）[12]
  - 最優秀作品賞
  - 最優秀女優賞 - 樹木希林（『あん』『駆込み女と駆出し男』と合わせて）
  - 最優秀新進女優賞 - 広瀬すず（『バケモノの子』と合わせて）
- 第40回報知映画賞（2015年）[13][リンク切れ]
  - 新人賞（広瀬すず）
- 第28回日刊スポーツ映画大賞・石原裕次郎賞（2015年）[14]
  - 主演女優賞（綾瀬はるか）
  - 助演女優賞（長澤まさみ）
  - 新人賞（広瀬すず）
- 第57回毎日芸術賞（2016年）[15][リンク切れ]
  - 特別賞（是枝裕和）
- 第89回キネマ旬報ベスト・テン[16][17]
  - 日本映画ベスト・テン 第4位
  - 新人女優賞（広瀬すず）
- 第39回日本アカデミー賞[18]
  - 最優秀作品賞
  - 最優秀監督賞（是枝裕和）
  - 優秀脚本賞（是枝裕和）
  - 優秀主演女優賞（綾瀬はるか）
  - 優秀助演女優賞（長澤まさみ、夏帆）
  - 新人俳優賞（広瀬すず）
  - 優秀音楽賞（菅野よう子）
  - 最優秀撮影賞（瀧本幹也）
  - 最優秀照明賞（藤井稔恭）
  - 優秀美術賞（三ツ松けいこ）
  - 優秀録音賞（弦巻裕）
  - 優秀編集賞（是枝裕和）
- 第70回毎日映画コンクール[19]
  - 女優主演賞（綾瀬はるか）
  - 女優助演賞（長澤まさみ）
- 第25回東京スポーツ映画大賞[20]
  - 監督賞（是枝裕和）
    - ※第25回東京映画スポーツ映画大賞発表時には北野武監督（『龍三と七人の子分たち』）と発表されていた[20]。ところが、授賞式では審査委員長を務める北野武監督が「是枝監督に監督賞をあげようかな」と自身が受賞したトロフィーを会場に来ていた是枝監督に対して手渡し、これにより『海街diary』は1冠増えて、主演女優賞、助演女優賞、新人賞、監督賞と4冠に輝くことになった[21]。主催者である東京スポーツの授賞式記事（受賞者一覧）では「監督賞：北野武（「龍三と七人の子分たち」）→是枝裕和（「海街diary」）」となっている[22]。

  - 主演女優賞（綾瀬はるか）
  - 助演女優賞（長澤まさみ）
  - 新人賞（広瀬すず）
- 第37回ヨコハマ映画祭[23]
  - 作品賞、ベスト10・第1位
  - 監督賞（是枝裕和）
  - 主演女優賞（綾瀬はるか）
  - 最優秀新人賞（広瀬すず）
  - 撮影賞（瀧本幹也）
- 第35回藤本賞[24]
  - 特別賞（松崎薫）
- 第13回シネマ夢倶楽部
  - 推薦委員特別賞（広瀬すず）
- 第20回日本インターネット映画大賞[25]
  - 作品賞 ベスト10・第1位
  - 監督賞（是枝裕和）
  - ニューフェイスブレイク賞（広瀬すず）
  - 思い入れ作品賞
  - 投票者数ランキング 第1位
- 第29回DVD＆ブルーレイでーた大賞
  - 日本映画賞

## 関連商品
- 小説 海街diary（小学館文庫 2015年5月8日 ISBN 978-4-09-406165-9）映画版を高瀬ゆのかによりノベライズした
- 海街diary（小学館ジュニア文庫 2015年5月13日 ISBN 978-4-09-230652-3）映画版を百瀬しのぶによりノベライズした
- 『写真集「海街diary」』（青幻舎 2015年5月22日 ISBN 978-4-86152-498-1）。写真家である撮影監督の瀧本幹也が、映画の撮影の合間に撮りためた写真をまとめたもの[26]。
- 海街diary オリジナルサウンドトラック（ビクターエンタテインメント 2015年6月10日）
- 映画『海街diary』Blu-ray & DVD（ポニーキャニオン 2015年12月16日）

## テレビ放送
| 回数 | テレビ局   | 番組名（放送枠名） | 放送日        | 放送時間      | 放送分数 | 視聴率 | 備考                                                                                        |
| ---- | ---------- | ------------------ | ------------- | ------------- | -------- | ------ | ------------------------------------------------------------------------------------------- |
| 1    | フジテレビ | 土曜プレミアム     | 2016年5月21日 | 21:00 - 23:10 | 130分    | 10.1%  | 「海よりもまだ深く」公開記念としての放送。                                                  |
| 2    | フジテレビ | 土曜プレミアム     | 2018年6月9日  | 21:00 - 23:10 | 130分    | 10.8%  | 『万引き家族』第71回カンヌ国際映画祭 パルムドール受賞記念2週連続 是枝監督特集としての放送。 |
| 3    | フジテレビ | 土曜プレミアム     | 2023年6月3日  | 21:00 - 23:10 | 130分    | 6.6%   | 『怪物』公開記念としての放送。                                                              |

- 視聴率はビデオリサーチ調べ、関東地区・世帯・リアルタイム。